# Alfred Friedrich Flender (Unternehmer, 1901)
Alfred Friedrich Flender (* 5. Mai 1901 in Düsseldorf; † 17. November 1969) war ein deutscher Ingenieur und Unternehmer.

## Leben
Alfred Friedrich Flender entstammte einer Unternehmerfamilie. Nach Schulbesuchen in Benrath und Düsseldorf bestand er 1919 das Abitur. Im Anschluss volontierte er zunächst bei der DEMAG, danach im Familienunternehmen. Sein Ingenieurstudium an den Technischen Hochschulen in Darmstadt und Berlin beendete er im Juli 1925 mit dem Diplom, um als Betriebsassistent in das Familienunternehmen einzutreten. Nach einem zehnmonatigen Amerikaaufenthalt wurde Flender im August 1927 technischer Leiter des Familienbetriebs in Düsseldorf-Reisholz. Am Ende des Folgejahres übernahm er die Verantwortung für die neu gegründete Verkaufsabteilung für Keilriemen. Im Jahr 1937 wurde Flender persönlich haftender Gesellschafter der Firma A. Friedr. Flender & Co. Unter seiner Führung wurde die Produktion von Zahnradgetrieben aufgenommen. Im Frühjahr 1969 gab er die Führung ab und wechselte auf den Vorsitz der Gesellschafterversammlung.
Alfred Friedrich Flender gehörte seit 1926 dem Verein Deutscher Ingenieure (VDI) an. Von 1959 bis 1964 war er dessen Vorsitzender. Von 1953 bis 1960 war er Vorsitzender der Arbeitsgemeinschaft Selbständiger Unternehmer.

## Ehrungen und Auszeichnungen
- 1955: Freiherr-vom-Stein-Preis[1][2][3]
- 1958: VDI-Ehrenzeichen[2][4][5]
- 1961: Doktoringenieur ehrenhalber[6] der RWTH Aachen[2]
- 1961: Großes Verdienstkreuz des Verdienstordens der Bundesrepublik Deutschland[2][4]
- 1969: VDI-Ehrenmitgliedschaft[7]